# Pantin
Pantin é uma comuna francesa, localizada na periferia nordeste de Paris, para a qual é adjacente, no departamento de Seine-Saint-Denis, na região da Ilha de França. Faz fronteira com: Aubervilliers, o 19.º arrondissement de Paris, La Courneuve, Bobigny, Noisy-le-Sec, Romainville, Les Lilas, Le Pré-Saint-Gervais.

## Geografia

### Localização
A cidade está localizada nos arredores de Paris e é formada por uma planície atravessada pela estrada nacional 2 e 3, a linha ferroviária de Paris - Estrasburgo e o Canal de l'Ourcq.
Um pequeno rio, o riacho de Montfort, que tem a sua origem em Bobigny e deságua no Sena, em Saint-Denis, passa por Pantin, mas o rio é coberto por bosque por um longo tempo e não é mais visível.

### Comunas limítrofes
A cidade é limítrofe com as comunas de:
- Aubervilliers a noroeste;
- Bobigny a nordeste;
- Romainville e Noisy-le-Sec a leste;
- Les Lilas ao sul;
- Le Pré-Saint-Gervais a sudoeste;
- Paris a oeste;
- La Courneuve ao norte.

Os limites entre Pantin e as cidades vizinhas têm evoluído várias vezes: 
- o limite entre as comunas de Pantin e Le Pré-Saint-Gervais é definido em 1792;
- em 1859, Pantin cede a Aubervilliers parte do território do forte de Aubervilliers e Romainville para o forte desta cidade;
- a lei de 16 de junho de 1859 anexou a Paris várias comunas e partes de comunidades vizinhas, ampliando assim os limites da comuna até a linha de fortificações que cercava a cidade e seus subúrbios. Pantin cedeu uma parte de seu território, e uma alteração de limites com a capital também foi realizada em 1930;
- em 1867 com Les Lilas, durante a criação desta comuna;
- em 1928, com Bobigny;
- em 1938 com Le Pré-Saint-Gervais;
- em 1949 com Les Lilas.

### Transporte

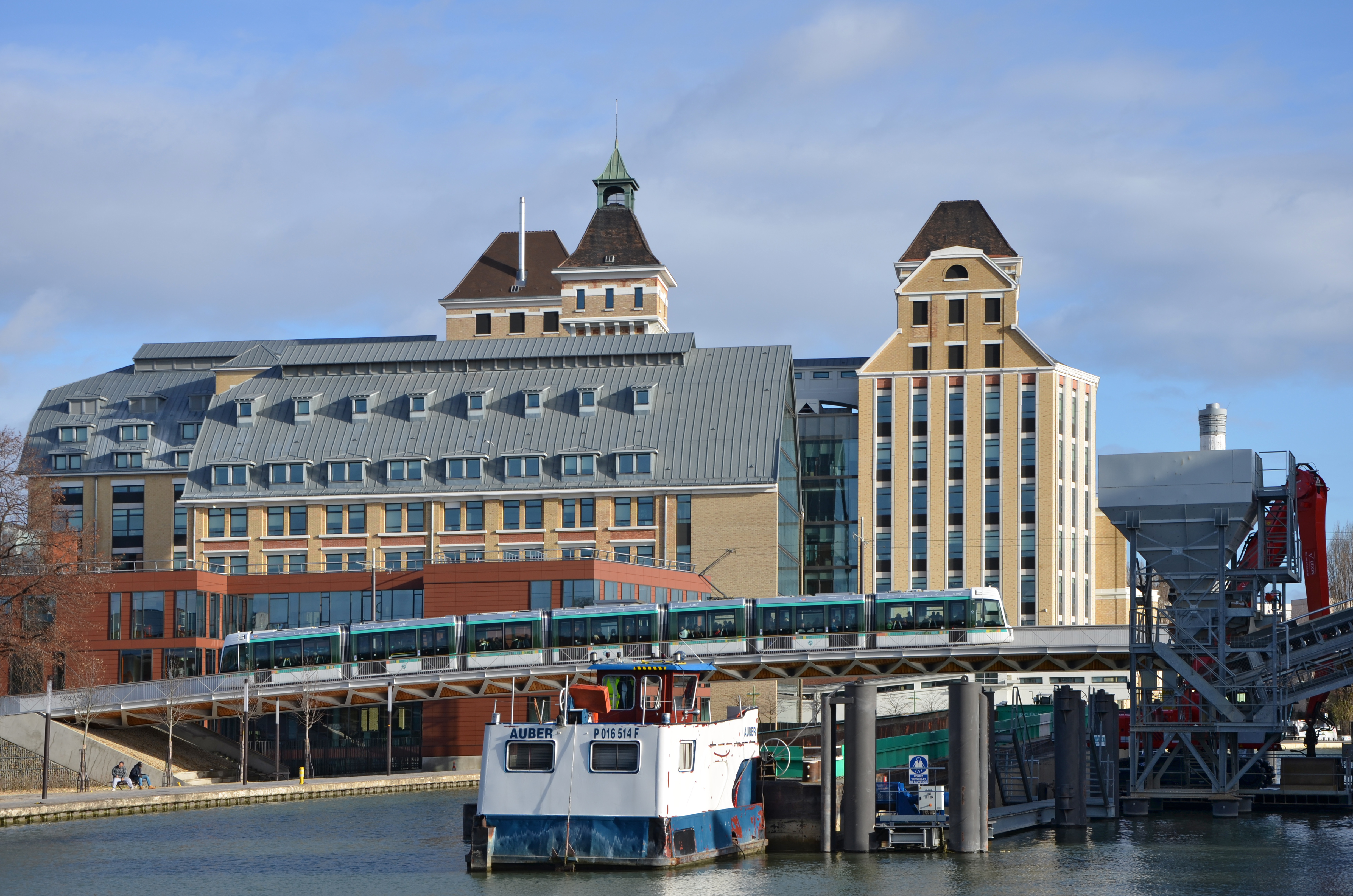
A linha de tramway T3b é tangente ao território da comuna.

A cidade de Pantin é servido por:

##### Ferroviário
- A linha RER E na Estação de Pantin.
- A linha 5 do Metrô de Paris com as estações Hoche, Église de Pantin, estação que serviu de terminal desde a sua abertura em 1942 até 1985, quando houve a extensão da linha a Bobigny e a abertura de uma nova estação em Pantin: Raymond Queneau.
- A linha 7 do Metrô de Paris com as estações Aubervilliers-Pantin-4 Chemins et Fort d'Aubervilliers. Enquanto serve um bairro distante de Pantin (Les Courtillières) a estação Fort d'Aubervilliers não está no território da comuna.

##### Estradas
- A RN 3.
- A RD 115 (Route des Petits-Ponts até Aulnay-sous-Bois).
- 2 Portas do Périphérique : Porte de Pantin et Porte de la Villette.

## História

### As origens
Evidências arqueológicas atestam a ocupação do território de Pantin por populações celtas da Idade do Bronze.
Os Romanos construíram uma estrada entre Lutécia e Tréveris (ancestral da estrada nacional 3), uma ocupação permanente do sítio é atestada no século II.
A paróquia foi criada após a visita do bispo de Auxerre, o futuro são Germano, a quem ela é dedicada.
O primeiro ato conhecido, onde o nome de Penthinum aparece é um ato do século XI, dando o domínio de Pantin ao priorado de Saint-Martin-des-Champs.
Em 1197-1198, o prior de Saint-Martin-des-Champs Robert concede aos habitantes uma carta de franquia, isentando de impostos as terras anteriormente dadas a champart.
Em 1240, fala-se de Pierre, pároco de Pantin.
Em 1411, a vila é saqueada pelos Armagnacs, durante as Guerra dos Cem Anos e, em 1499, o feudo de Pantin é concedido pelo priorado para o controlador do sótão de sal de Melun.
A abadia de Saint-Denis possuía um pedágio sobre o chemin de Pantin que se afirma do século XVII.

### O fim do Antigo Regime e a Revolução

#### Hóspedes de Pantin no século XVIII
Neste momento, a vila de Pantin atrai muitas personalidades, seduzidas pelo seu "bom ar".

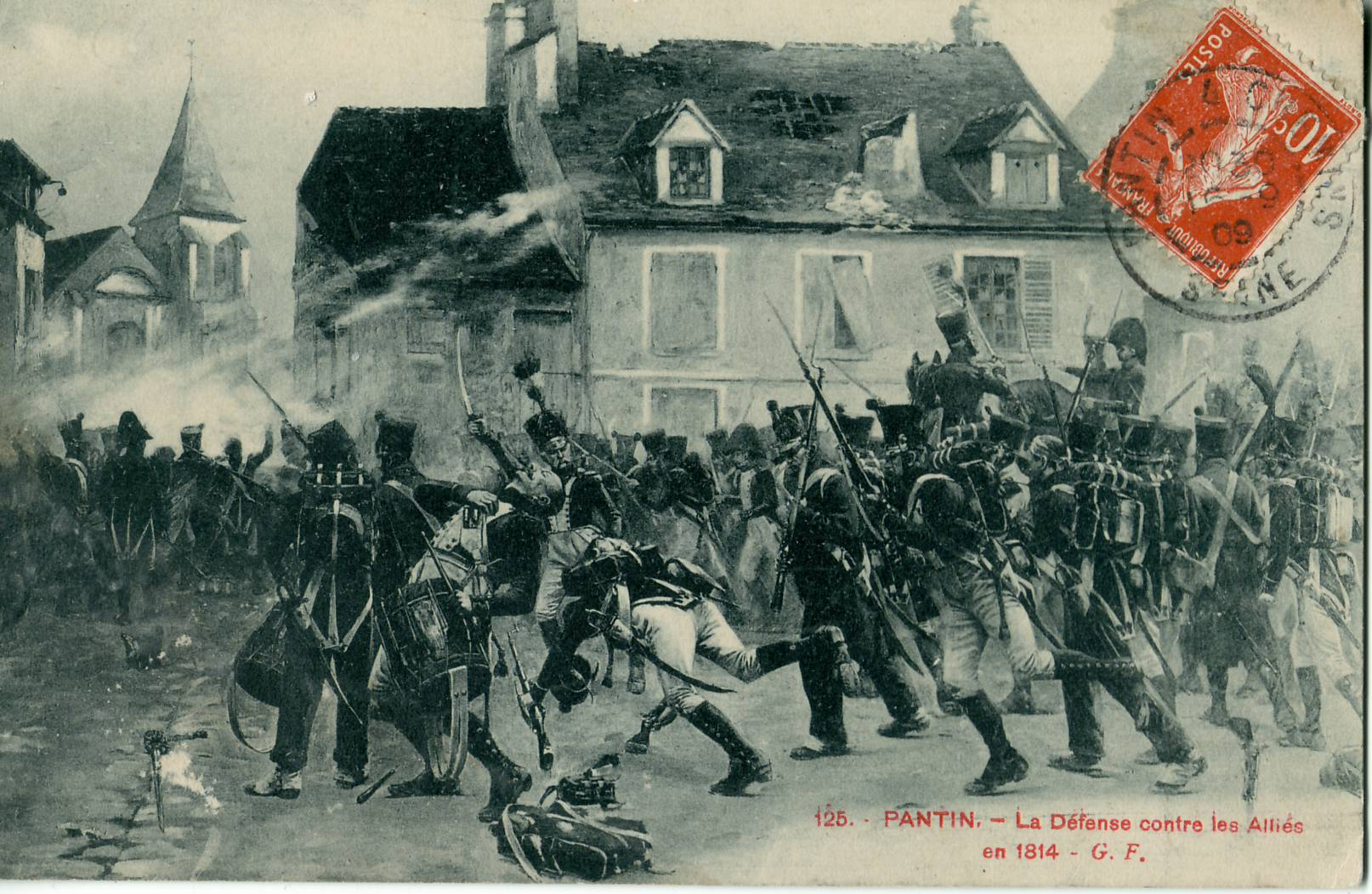
Pantin foi um dos locais da batalha de Paris em 30 e 31 de março de 1814, que viu os aliados (os exércitos austríaco, prussiano e russo) invadir Paris, e isso levou à primeira abdicação de Napoleão I
Podemos distinguir, ao fundo, a igreja Saint-Germain.

Em 1790, a comuna perdeu a paróquia de Le Pré-Saint-Gervais, que obtém a sua autonomia. De 1790 a 1795 Pantin foi um cantão do distrito de Franciade.

### O tempo de transformações: o século XIX
Em 1806, a guarda imperial de Napoleão, em seu retorno de Austerlitz se acampou nas planícies de Pantin.
Em 1808, o canal de l'Ourcq rompeu uma das margens e inundou a planície.
Pantin foi uma das vilas que, na campanha de 1814, é assinalada para defender Paris. O corpo de exército francês, comandado pelo general Compans, parou e se fortaleceu em Pantin contra o general russo Ragefski e o príncipe de Württemberg, que ele lutou com persistência e sucesso, que Ragefski foi obrigado a renovar o seu tirailleurs destruídos pela artilharia francesa. Em 30 de março de 1814, uma luta sangrenta se seguiu, e depois de mais de duas horas de uma horrível refrega, Pantin, tomada e retomada várias vezes, permaneceu no poder por tropas francesas. 
Por sua parte, o marechal de Marmont também rejeitou de Belleville as tropas russas, mas esse sucesso foi de curta duração: novas tropas russas, prussianas, e wurttemberguesas se prepararam para o contra-ataque. Barclay de Tolly, general-em-chefe, avança com 180 000 homens contra nada mais do que 25 000 franceses. O general Compans resistido bravamente ao ataque e, após uma forte resistência, desesperado para triunfar sobre o crescente número de inimigos, fez soar retiro, deixando ao inimigo a vila de Pantin. 
Retirado com os escombros de seus soldados nas alturas de Pantin, ele se levantou ainda com intrepidez o fogo do inimigo, quando a notícia do cessar-fogo parou a carnificina. A rendição foi assinada em 31 de março. Pantin foi ocupada por três meses por tropas anglo-escocesas, que a saquearam e a devastaram.
A estação de Pantin, que foi construída em 1864, facilitou a circulação dos moradores e o desenvolvimento econômico da comuna. A cidade conhece no final de 1869 uma notoriedade passageira, por ocasião de um desastre tornado vários, o affaire Troppmann.

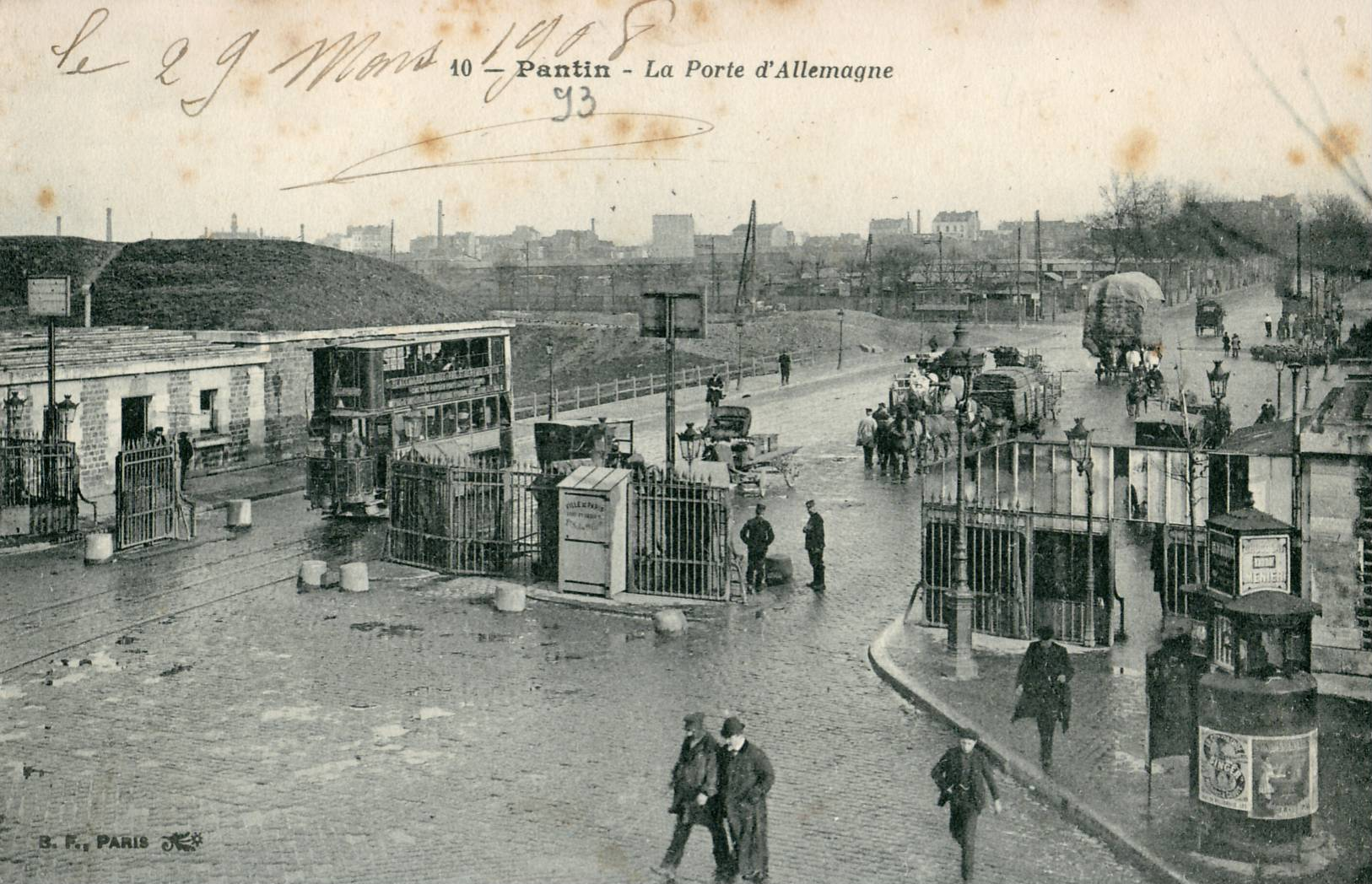
Porte de Pantin no início do século XX, com suas fortificações e um bonde de dois andares
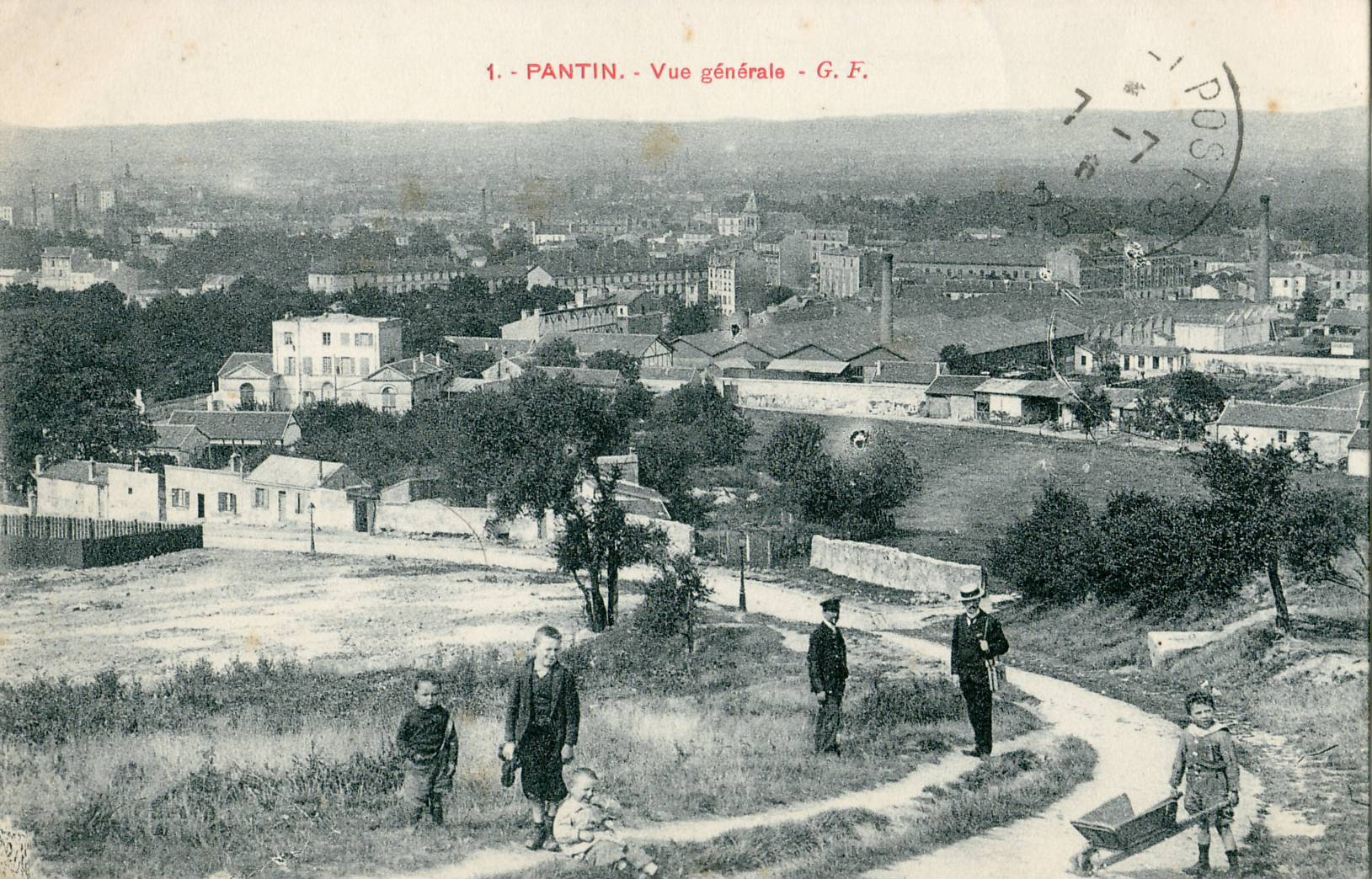
Pantin no início do século XX
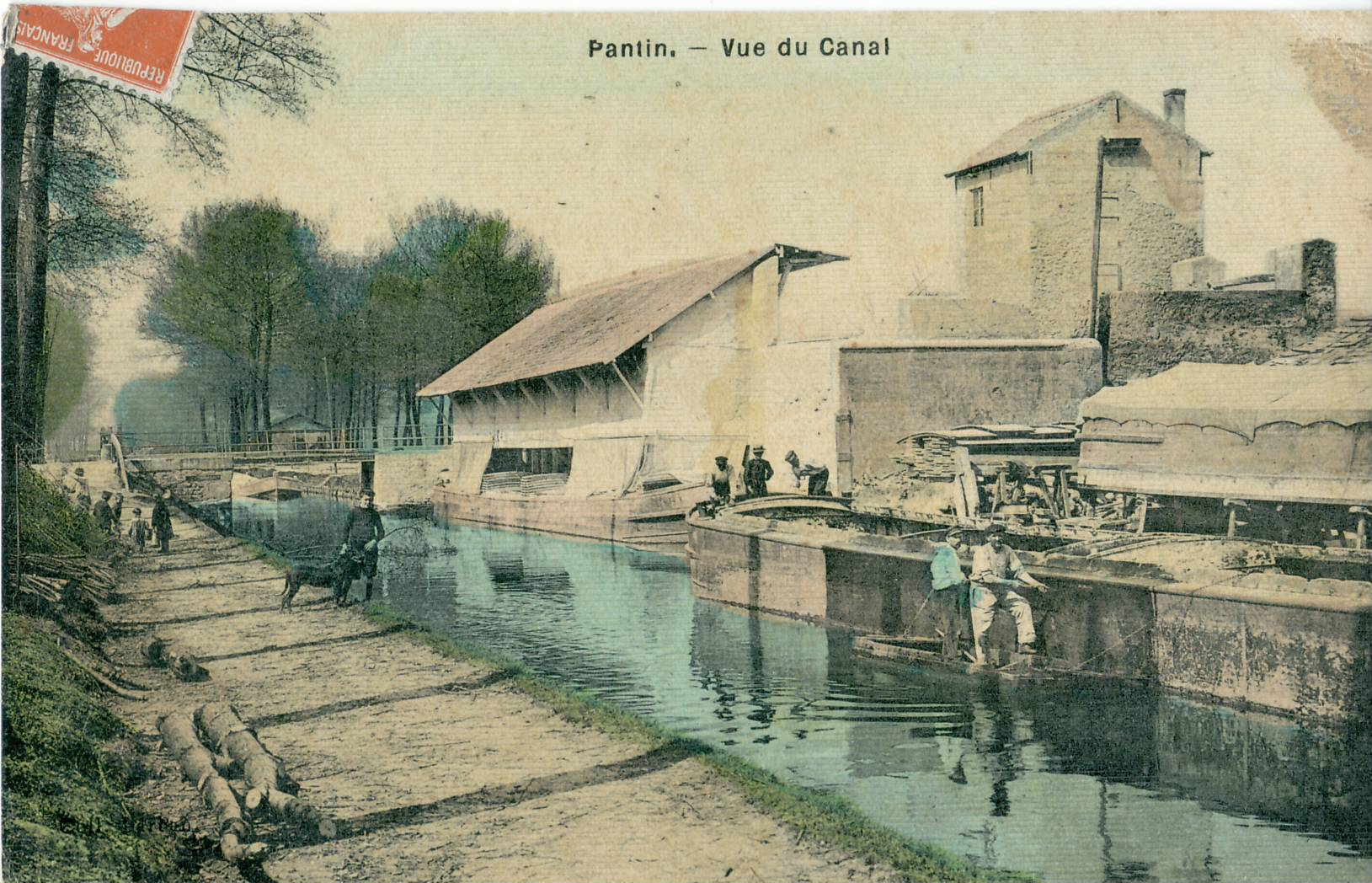
O canal de l'Ourcq tem contribuído grandemente para a industrialização de Pantin
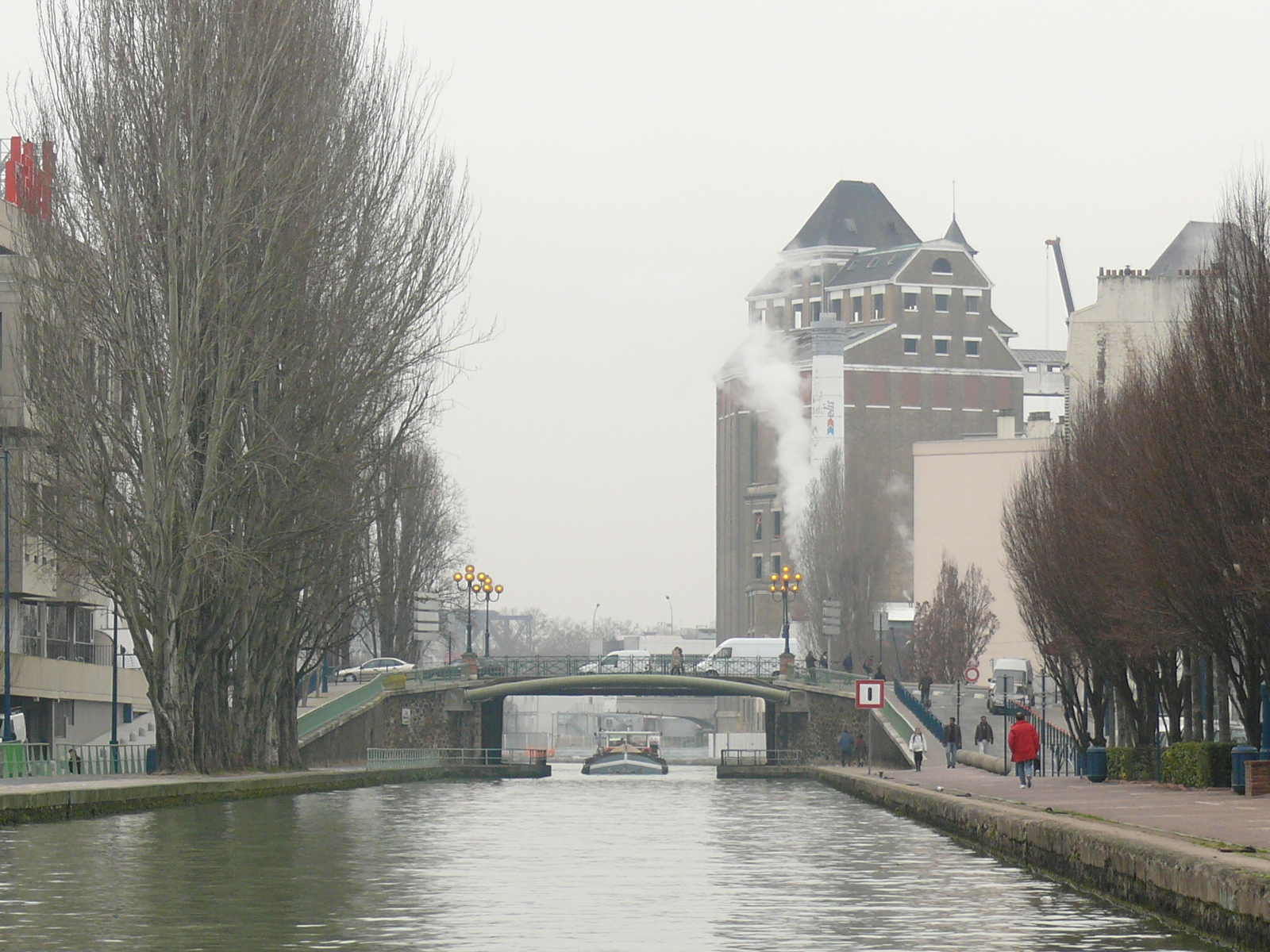
O canal de l'Ourcq, na ponte de la Mairie, com os Grands Moulins de Pantin
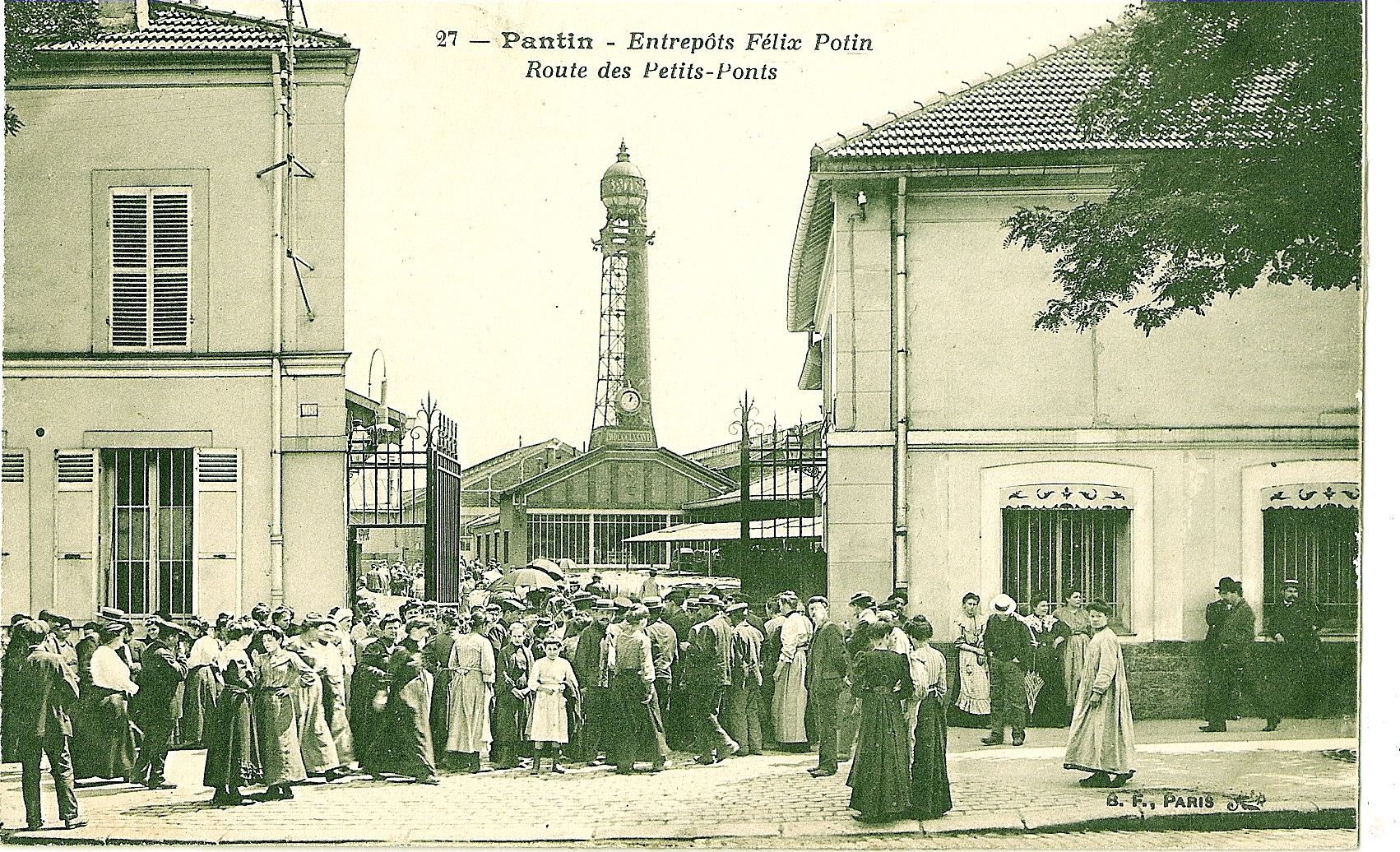
Como muitas outras empresas, Félix Potin dispunha no início do século XX de importantes armazém, em Pantin, tapumes na ferrovia
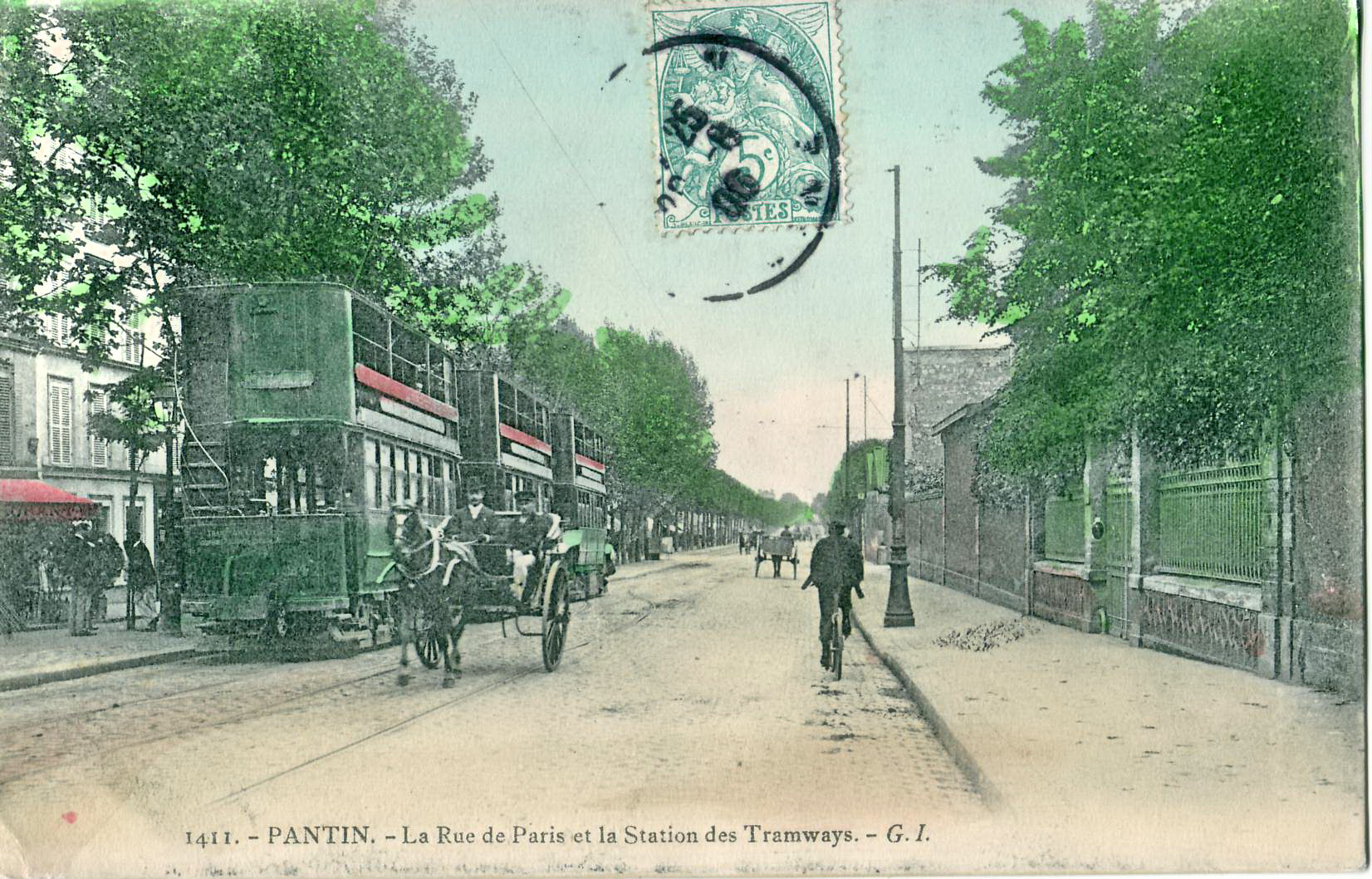
A estação dos tramways no início do século XX, na rue Jean Lolive (RN3)
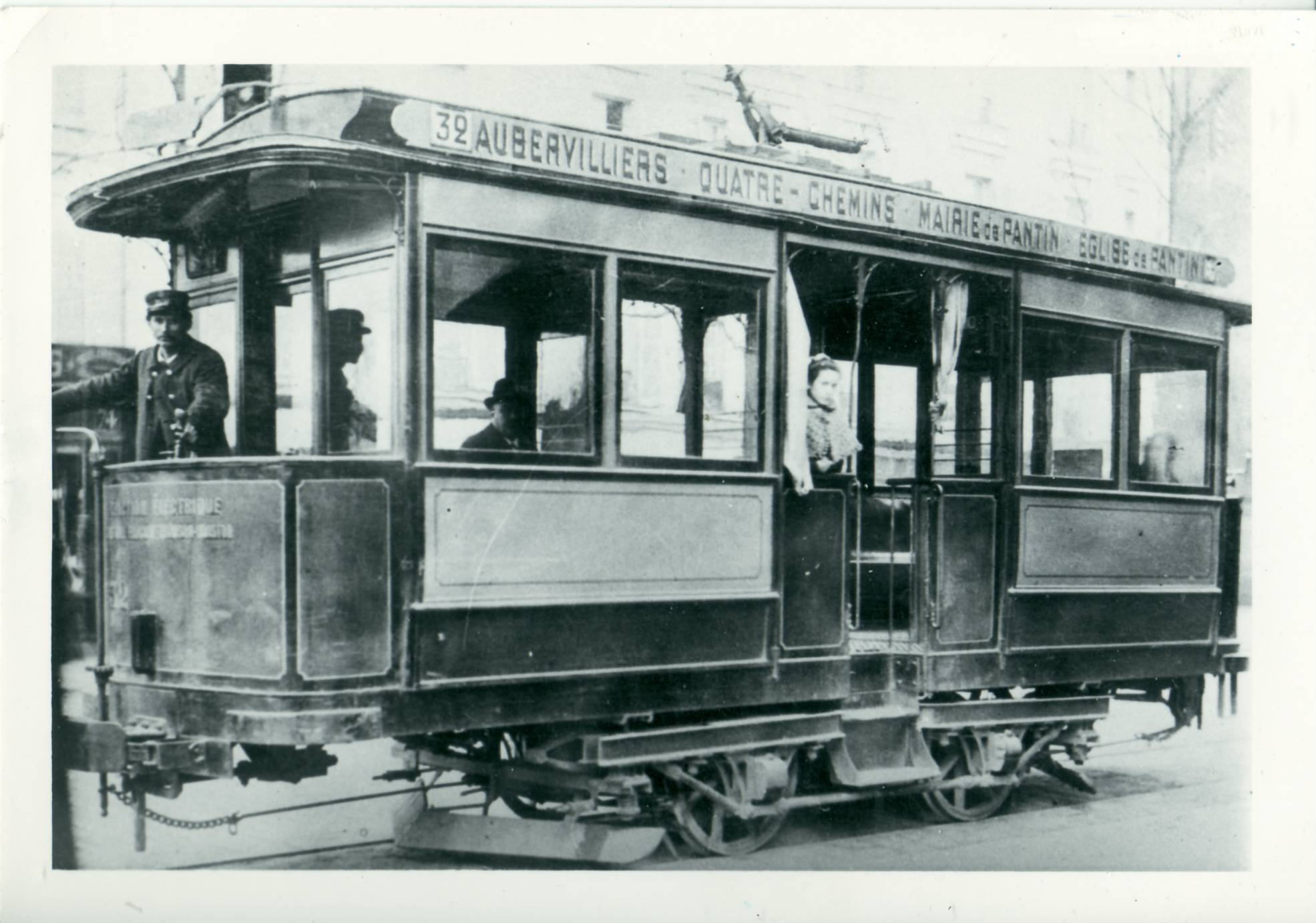
Tramway Aubervilliers - Église de Pantin da TPDS
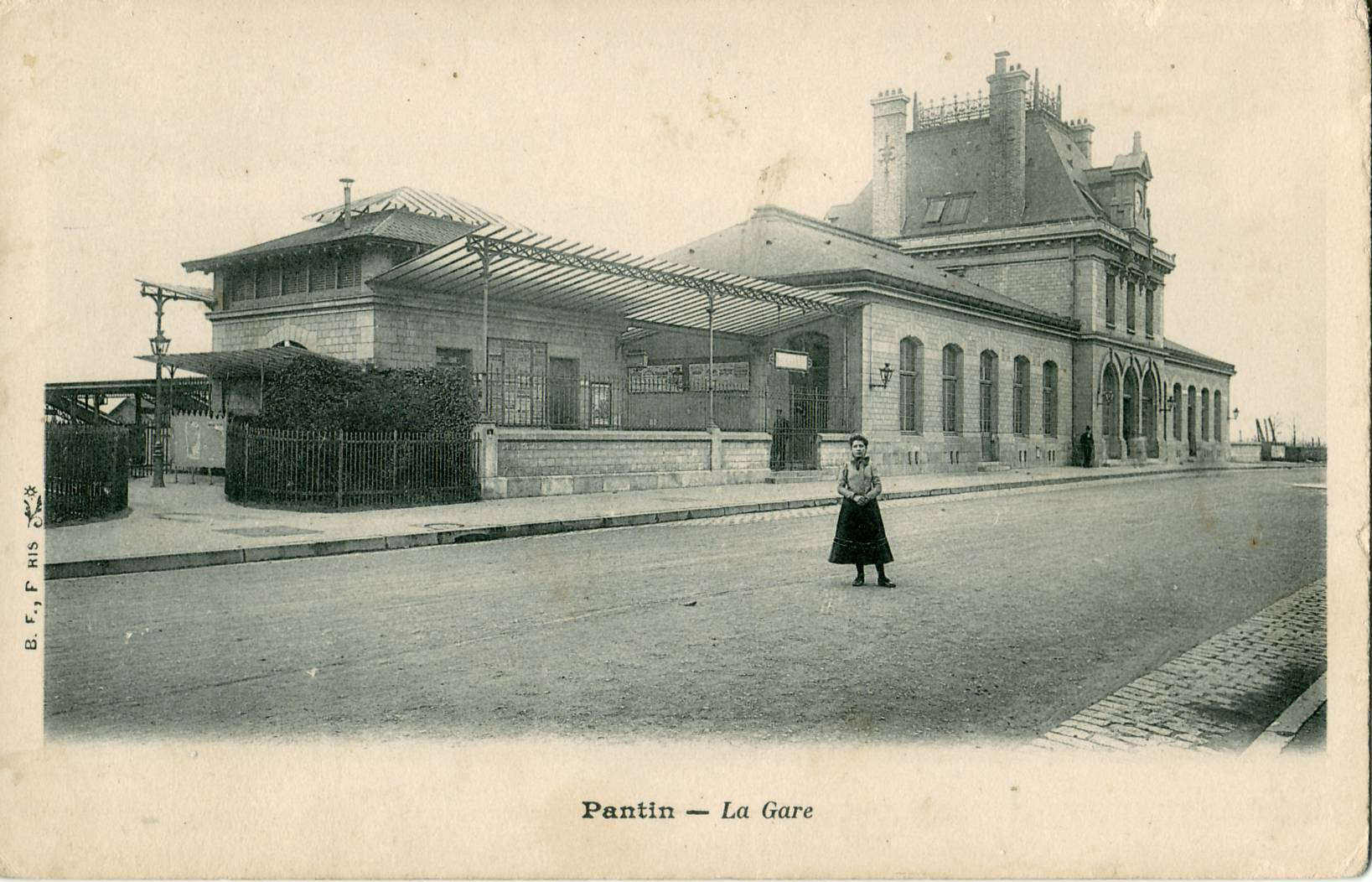
A Estação de Pantin, no início do século XX
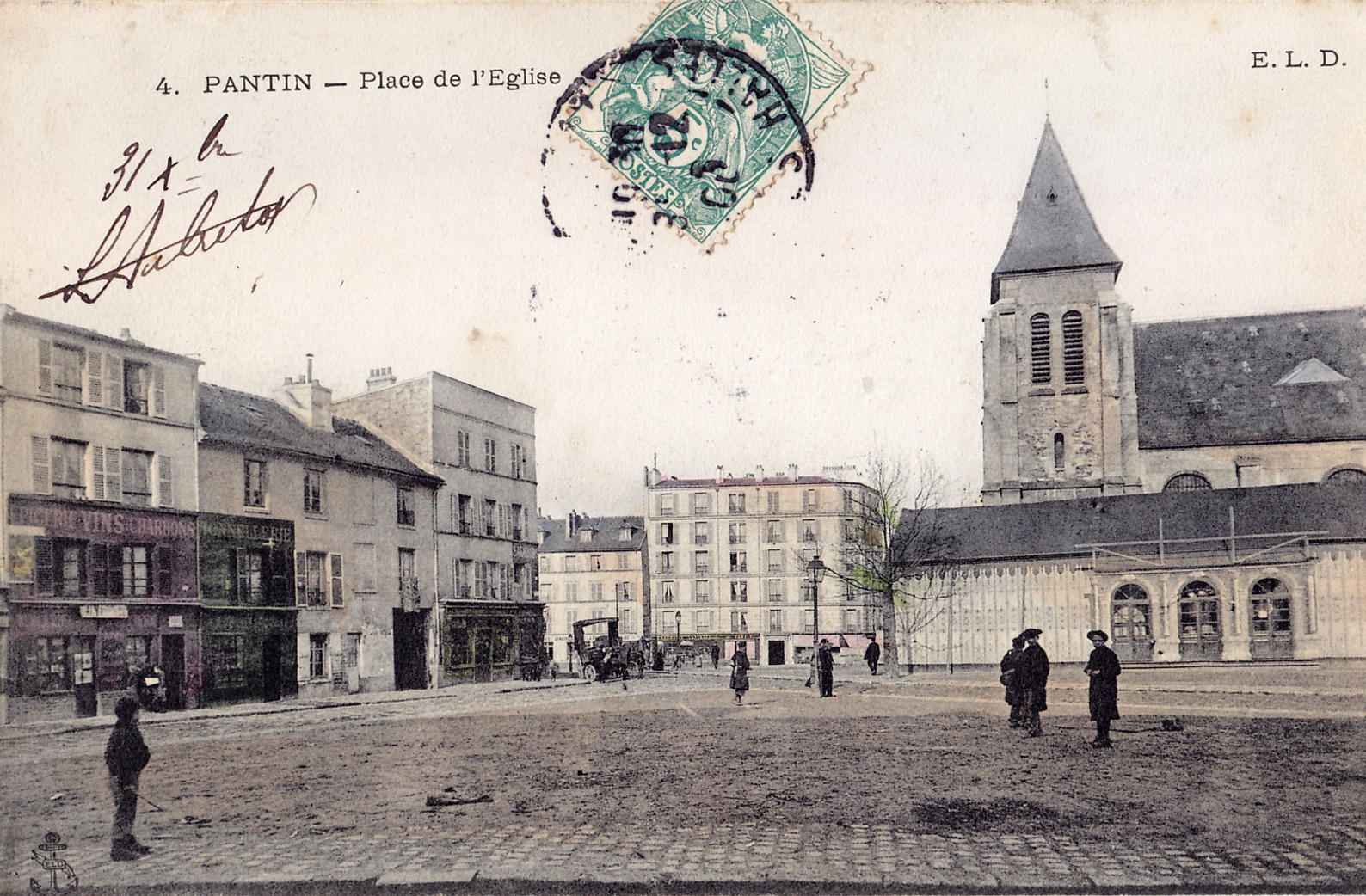
A igreja Saint-Germain

Em 1875, o canal de l'Ourcq e a linha ferroviária dividem a cidade em dois bairros: a Vila e os Quatro Caminhos. Essa última área é compensada, e o Pantinois da Petite Prusse (nome que se deu ao bairro novo, porque ele abrigou uma população em grande parte originária da Alsácia-Lorena) está chamando para a secessão. A demanda de elevação em comuna independente é negado. Mas o prefeito ouve os pedidos e manteve os seus compromissos : um lugar de culto é construído na borda da estrada de Flandres e uma prefeitura é construída perto do canal, inaugurado em 1886.
É na antiga fábrica de fósforos que foi descoberto a massa de inofensiva para o sesquissulfeto de fósforo, que substituiu o perigoso fósforo branco.

### Da Primeira à Segunda Guerra Mundial
Em 5 de setembro de 1914, os táxis parisienses requisitado apoio a unidades de infantaria na estação de Pantin como seus chegada dos trens para carregá-los na frente na Primeira Batalha do Marne.
A Copa da França de futebol 1917-1918 é a primeira edição da Copa da França de futebol. A final opôs em 6 de maio de 1918 a equipe do FC Lyon à do Olympique de Pantin no estádio Olivier De Serres em Paris. A partida foi vencida pelo Pantin com uma pontuação de três gols a zero.
A cidade sofreu graves destruições durante o bombardeio durante a Segunda Guerra Mundial. Em 15 de agosto de 1944 deixou a plataforma de gado da estação de Pantin o último comboio de deportados da região parisiense, composto de 2 500 homens e mulheres fora das prisões parisienses e do Forte de Romainville. Os homens serão registrados na série de 77 000 para Buchenwald, 80 % será transferido ao campo de Dora. As mulheres são enviadas para Ravensbrück. 903 deportados deste comboio morrerão nos campos de concentração. A característica especial deste comboio é que dos 168 aviadores, aliados estão integrados : eles não são considerados como prisioneiros de guerra. Em 16 de agosto, os deportados serão forçados a abandonar seus vagões na altura de Nanteuil - Saacy. A ponte foi bombardeada. Eles vão a pé até a estação de Nanteuil. Houve evasões que resultou em execuções. 

#### A indústria de Pantin no século XX
Depois de vencer a corrida da côte d'Argenteuil, em uma bicicleta a motor, SICAM, uma empresa da qual ele foi um dos líderes na fabricação e um dos pilotos em abril de 1921, Charles Benoît criou em 1923, com Abel Bardin, que tinha sido diretor comercial da mesma SICAM, os ateliers da Motobécane, que criaram a sua fábrica em rue Beaurepaire. Seu primeiro modelo, o "175", atingindo 50 km/h e o seu sucesso é tal que se imagina uma versão de "senhoras e clérigos", de estrutura aberta para facilitar o uso do equipamento para pessoas vestidas com saias, vestidos ou batinas. Seu alcance vai se expandir com a comercialização do Motoconfort MC1 de 308 cm3centímetro.
Em 1923 também, Eugene Haug reconstruído o Grands Moulins de Pantin, um moinho de farinha industrial construído em um típico estilo alsaciano no mesmo modelo que os Grands moulins de Paris e os de Corbeil.

### Depois da guerra
A linha 5 do metrô foi estendida da Gare du Nord para a Église de Pantin em 1942. Esta estação permaneceu como o terminal da linha até 1985. Devido a isso, uma grande estação de ônibus foi instalada na frente da igreja, onde muitos ônibus do subúrbio tinham e ainda têm o seu terminal.
Em 1959 se iniciou a construção de Courtillieres, projetado por Emile Aillaud. Consistindo de 1500 habitações dividido em um longo imóvel e dois menores que "serpenteiam" em torno de um parque de 4 hectares, este é um dos primeiros "grands ensembles" da região parisiense.
Edifícios públicos vêm para completar o que já foi no início uma cidade de habitação: prefeitura anexa, creches, estabelecimentos de ensino, ginásios, casas, biblioteca, centro de saúde foram construídos. 
Quarenta anos após a sua inauguração, o bairro está muito deteriorado, há muito tempo abandonado pelo seu gestor e proprietário, a SEMIDEP, sociedade de economia mista pertencente à cidade de Paris. A população de Pantin em pleno crescimento se abre para imigração em massa fora da Europa a partir da década de 1970. 
Depois que a OPHLM de Pantin se tornou dona do bairro, o município pode lançar em 2001 um grande projeto de reabilitação do bairro. O valor estimado de 200 milhões de euros (financiado em parte pela Agence nationale pour la rénovation urbaine), o projeto consiste principalmente em uma requalificação urbana da área, requalificação que prevê a destruição de uma parte dos edifícios e a renovação das partes restantes. 
O canteiro, já trabalhado, foi congelado em maio de 2006 pelo Ministério da Cultura e o ministério da Habitação e da Cidade do fato de uma aplicação para a classificação para os monumentos históricos. Os inspetores de Monumentos históricos chamaram em abril de 2007 a salvaguarda de edifícios ; o projeto está atualmente bloqueado e permanece até uma decisão final sobre a natureza da classificação, uma decisão difícil o andamento da obra e a oposição do município apoiado pela população.
Em 2016, a Organização Mundial de Saúde classificou Pantin cidade como a mais poluída da França.

## Geminação
- Scandicci (Itália).
- Mechtchanski (Rússia).

## Cultura local e patrimônio

### Lugares e monumentos

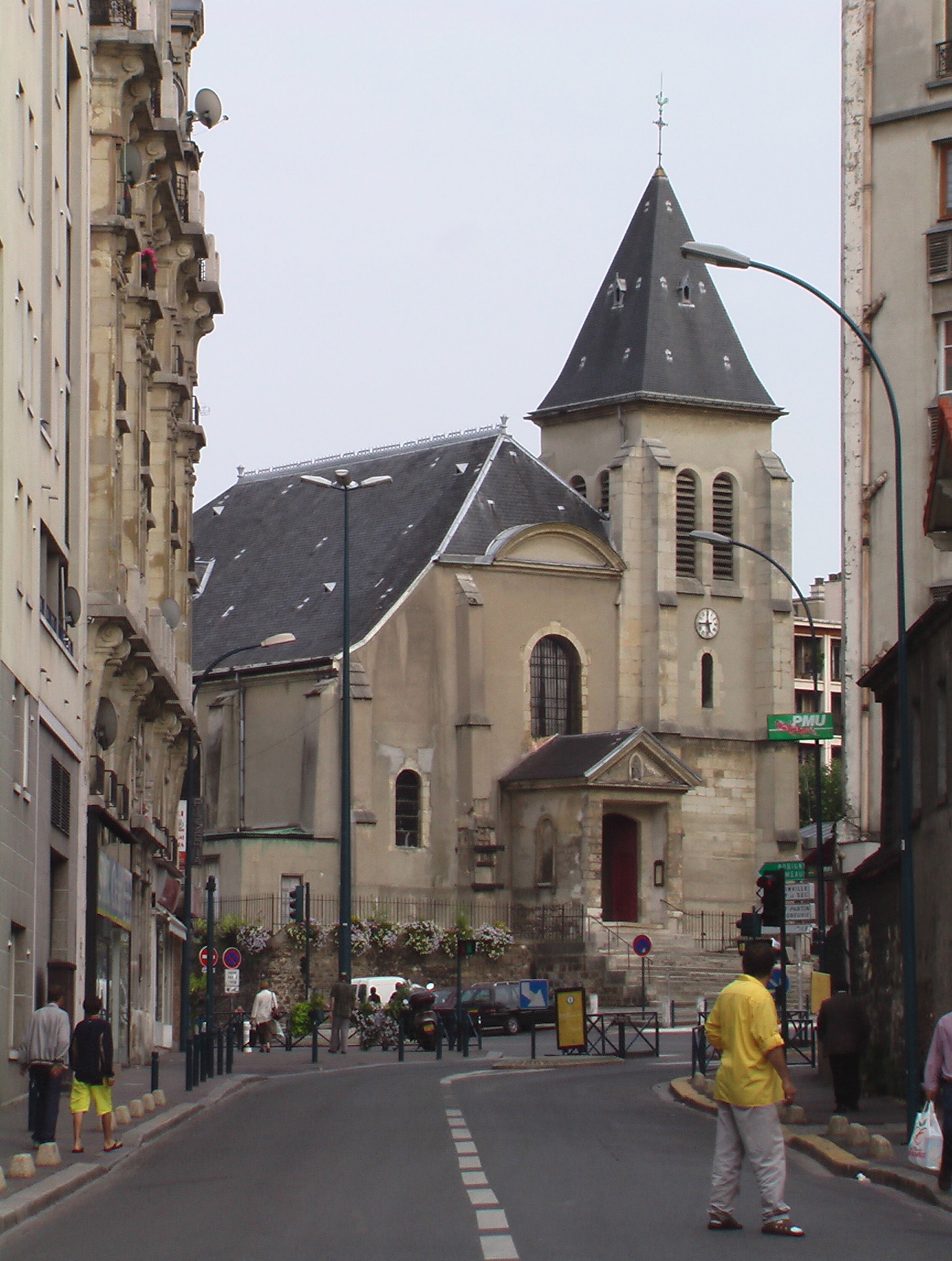
Igreja Saint-Germain-l'Auxerrois.

- A igreja Saint-Germain-l'Auxerrois[9]
- A igreja Sainte-Marthe des Quatre-Chemins[10]
- A folie de Pantin[11]
- A école de Plein-Air[12]
- A piscine municipale[13]
- A Tour Essor 93 edifício de escritórios localizado perto da porte de Pantin
- Ensemble Emille-Aillaud em Les Courtillières.
- O Centre national de la danse
- O último trecho do Canal de l'Ourcq que se junta ao Bassin de la Villette entrando em Paris.
- A usina elevatória de água.
- Os Grands Moulins de Pantin

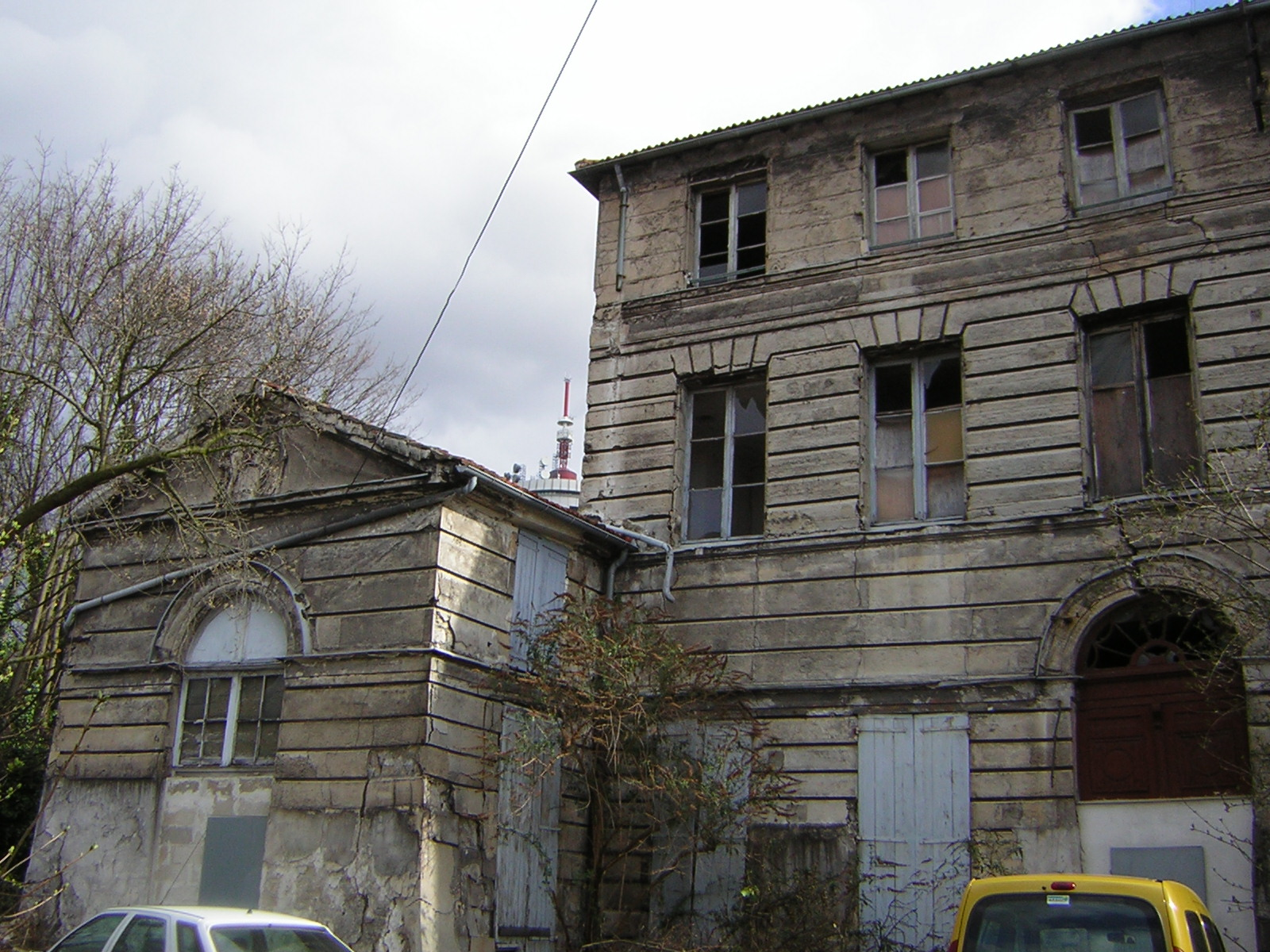
La Folie de Pantin.
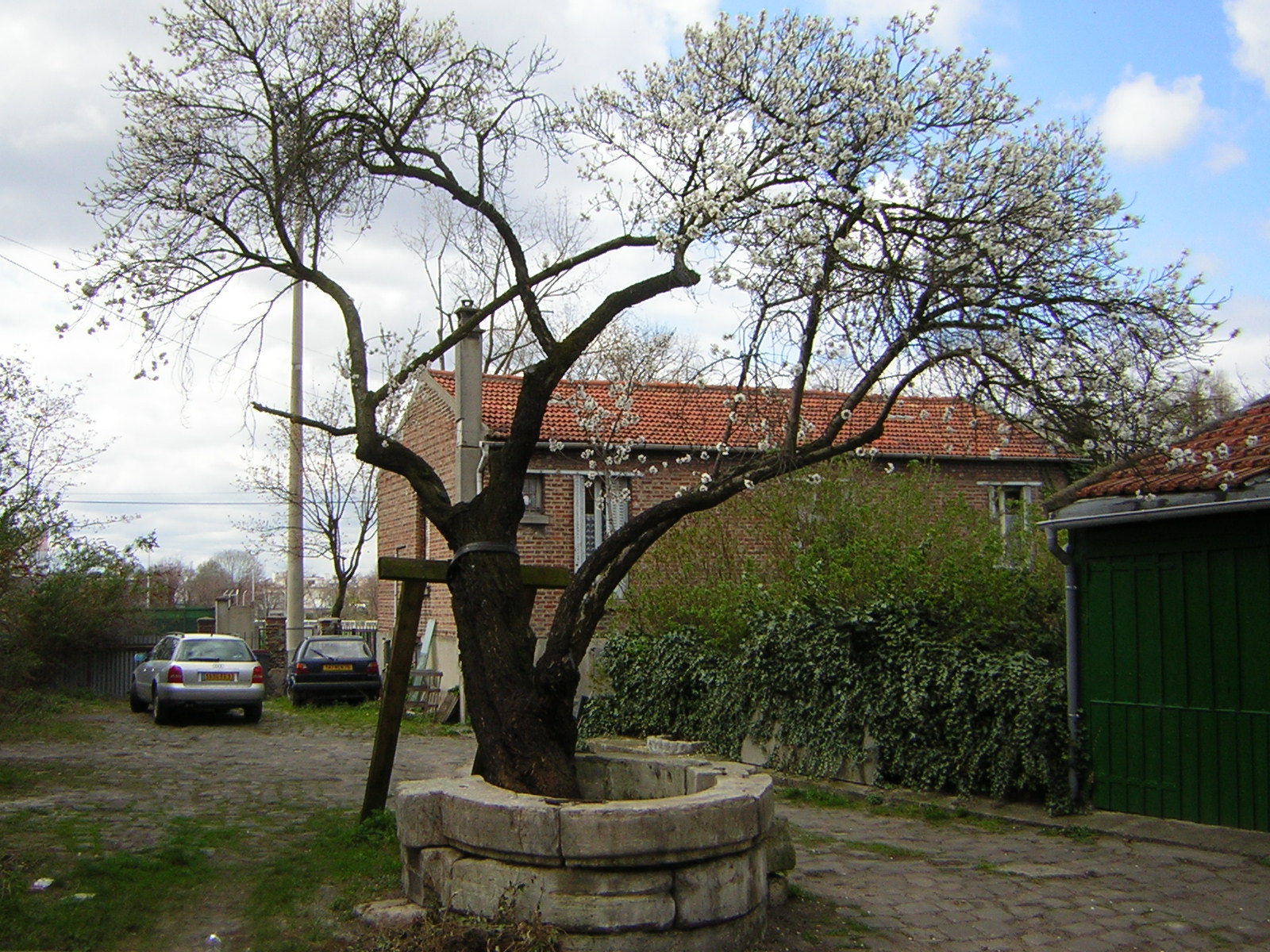
Amêndoa em flor.
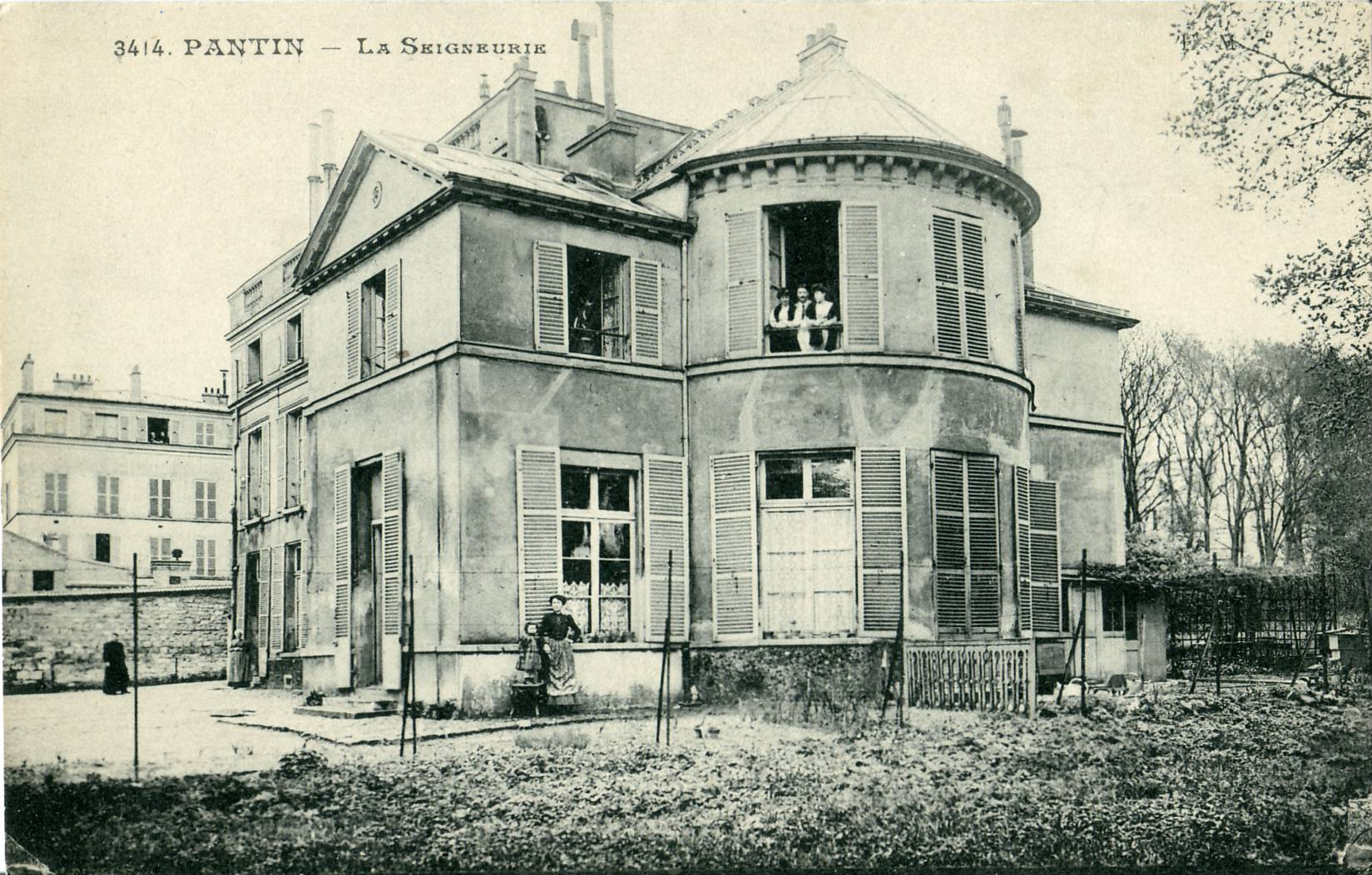
O antigo "Senhorio" de Pantin.
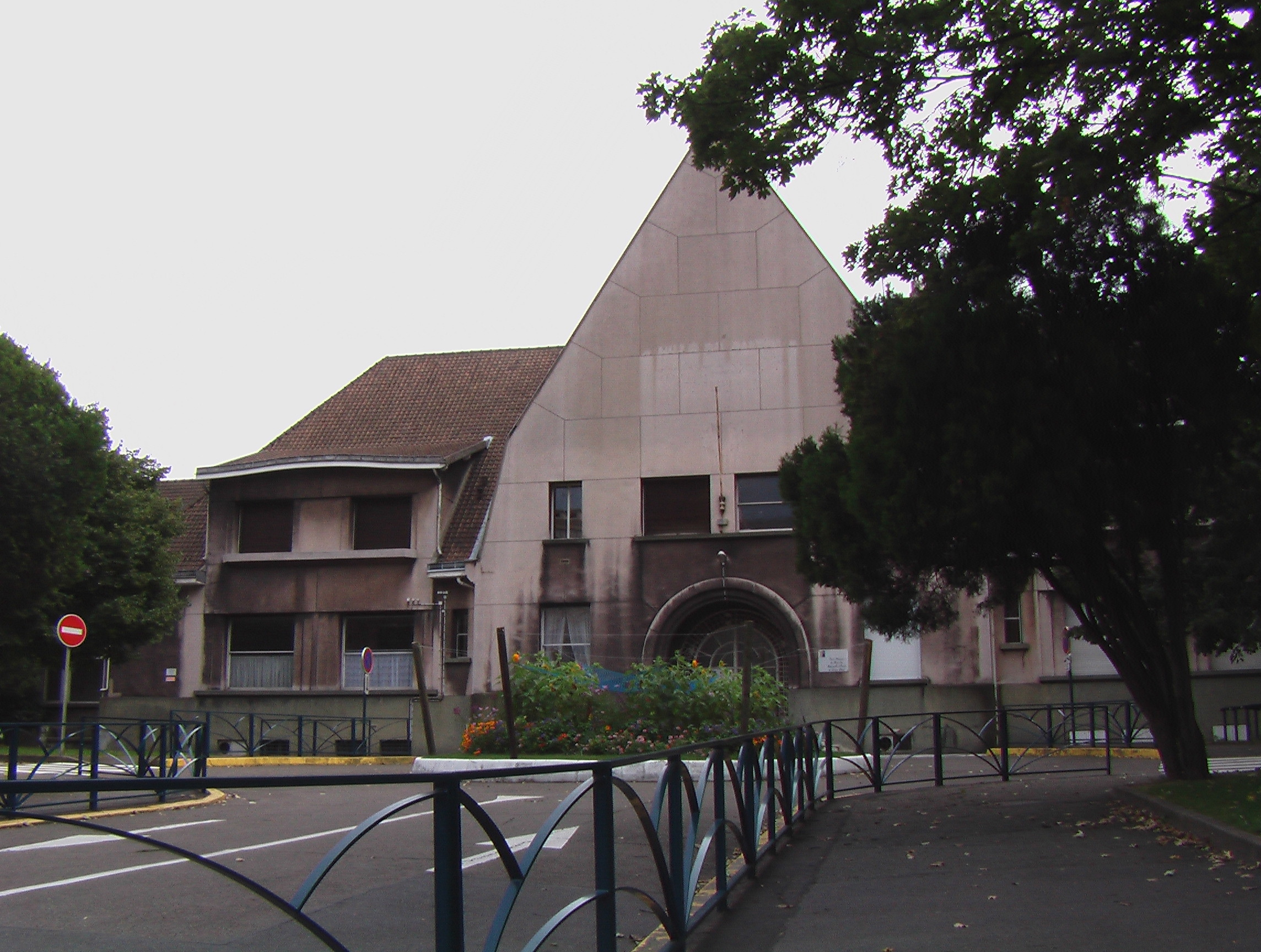
A école de plein-air.
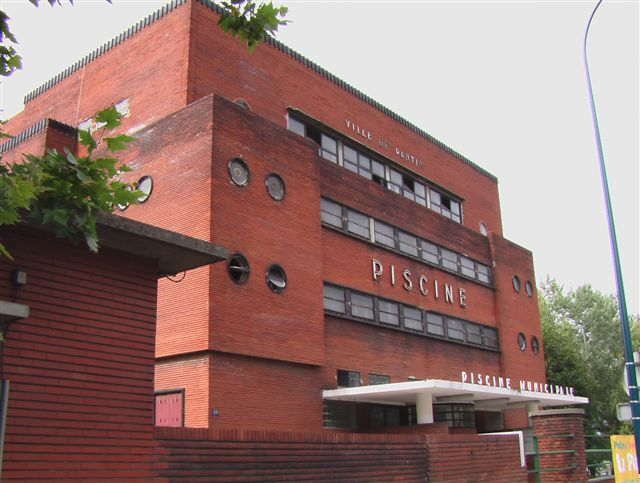
A piscine de Pantin, construída em 1937 por Charles Auray, filho do prefeito Charles Auray.
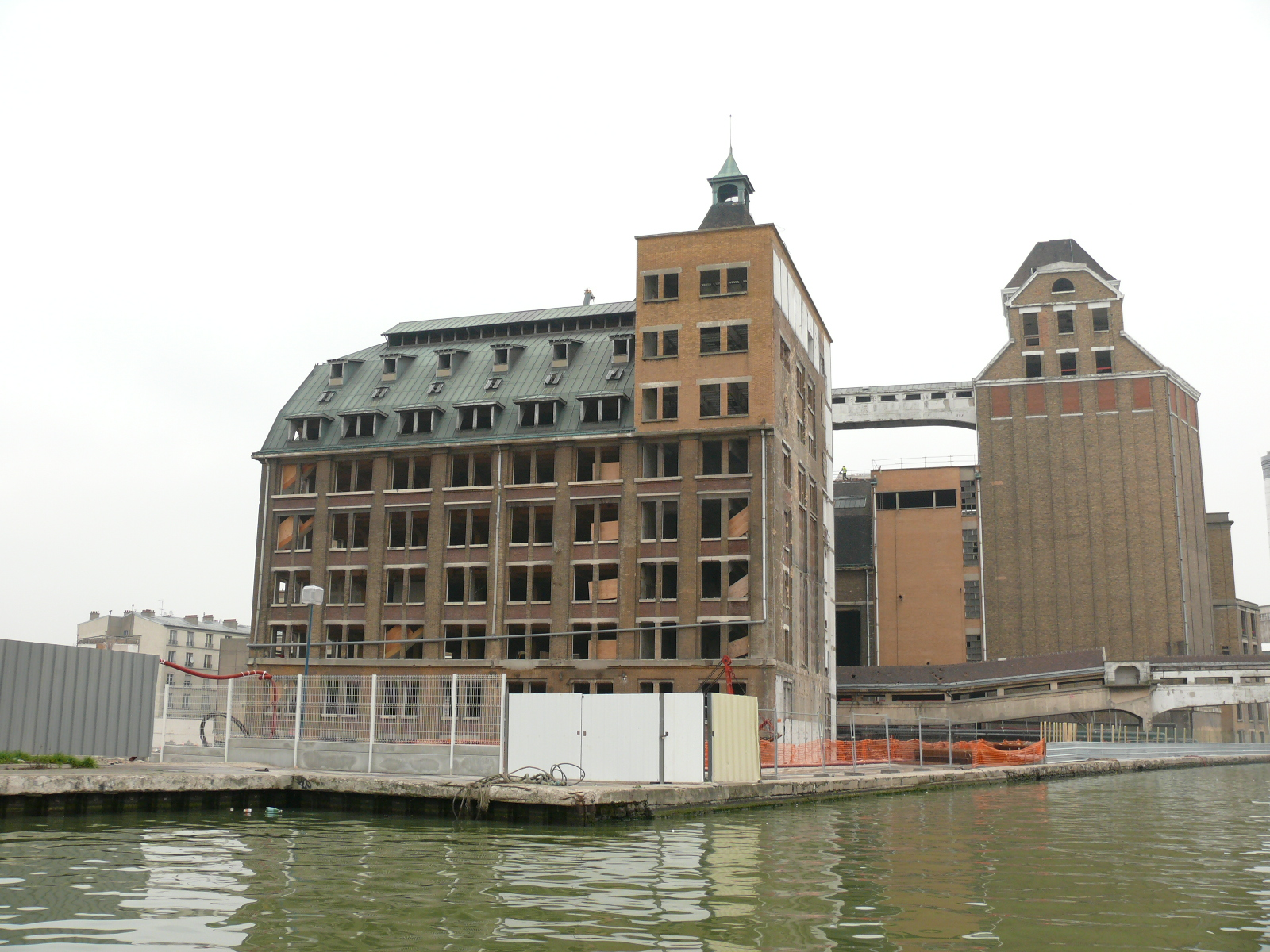
A reestruturação dos Grands Moulins de Pantin.
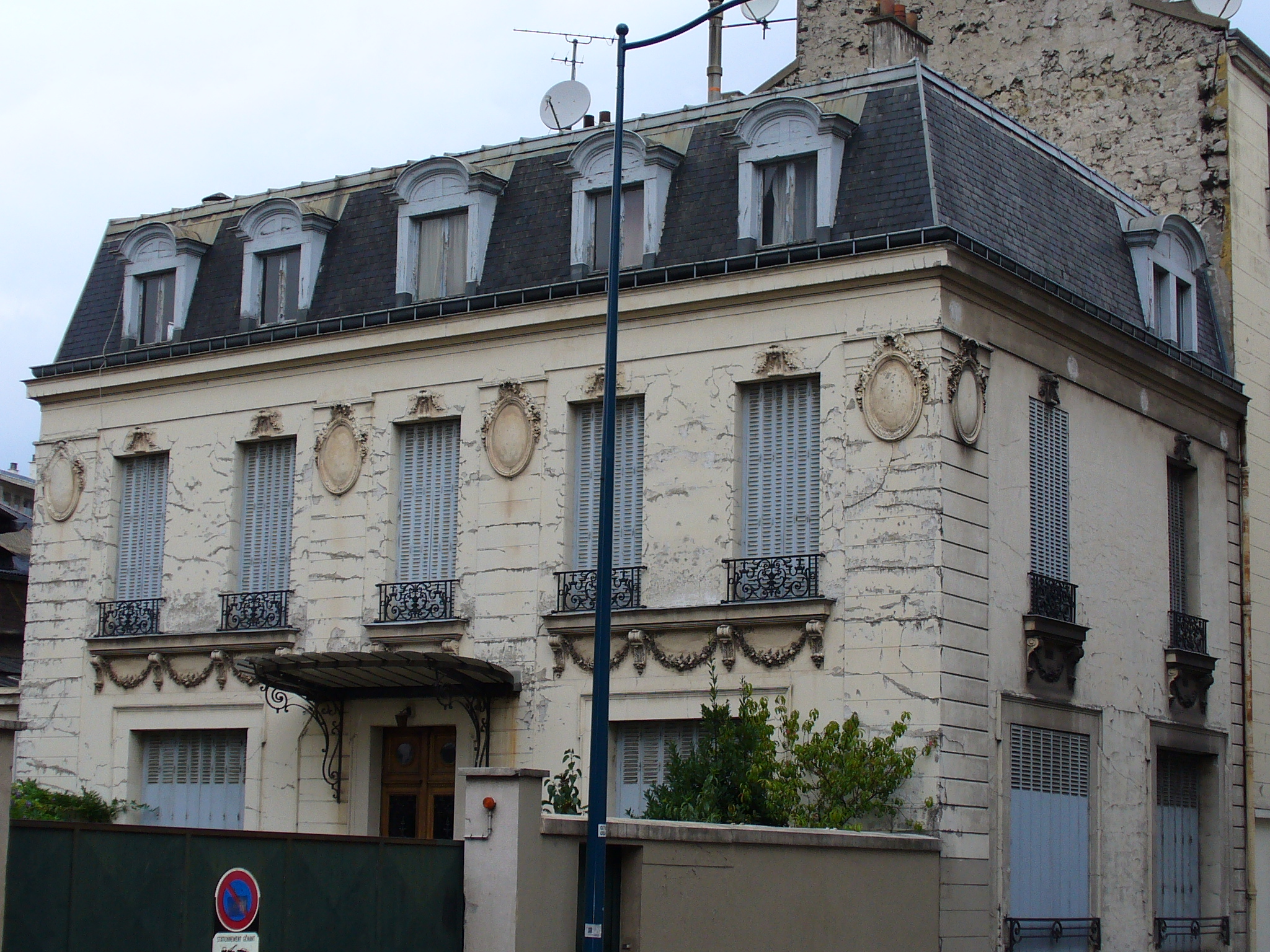
Pavillon Pouchard ex-Caillat, 14 rue J.-Aufrey .
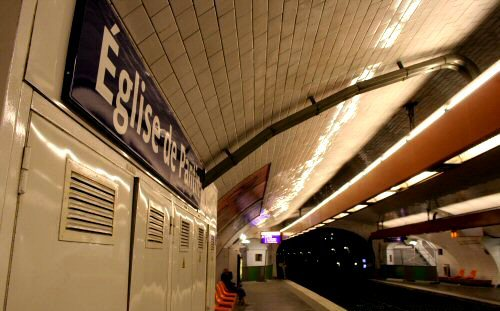
A estação de metrô Église de Pantin.
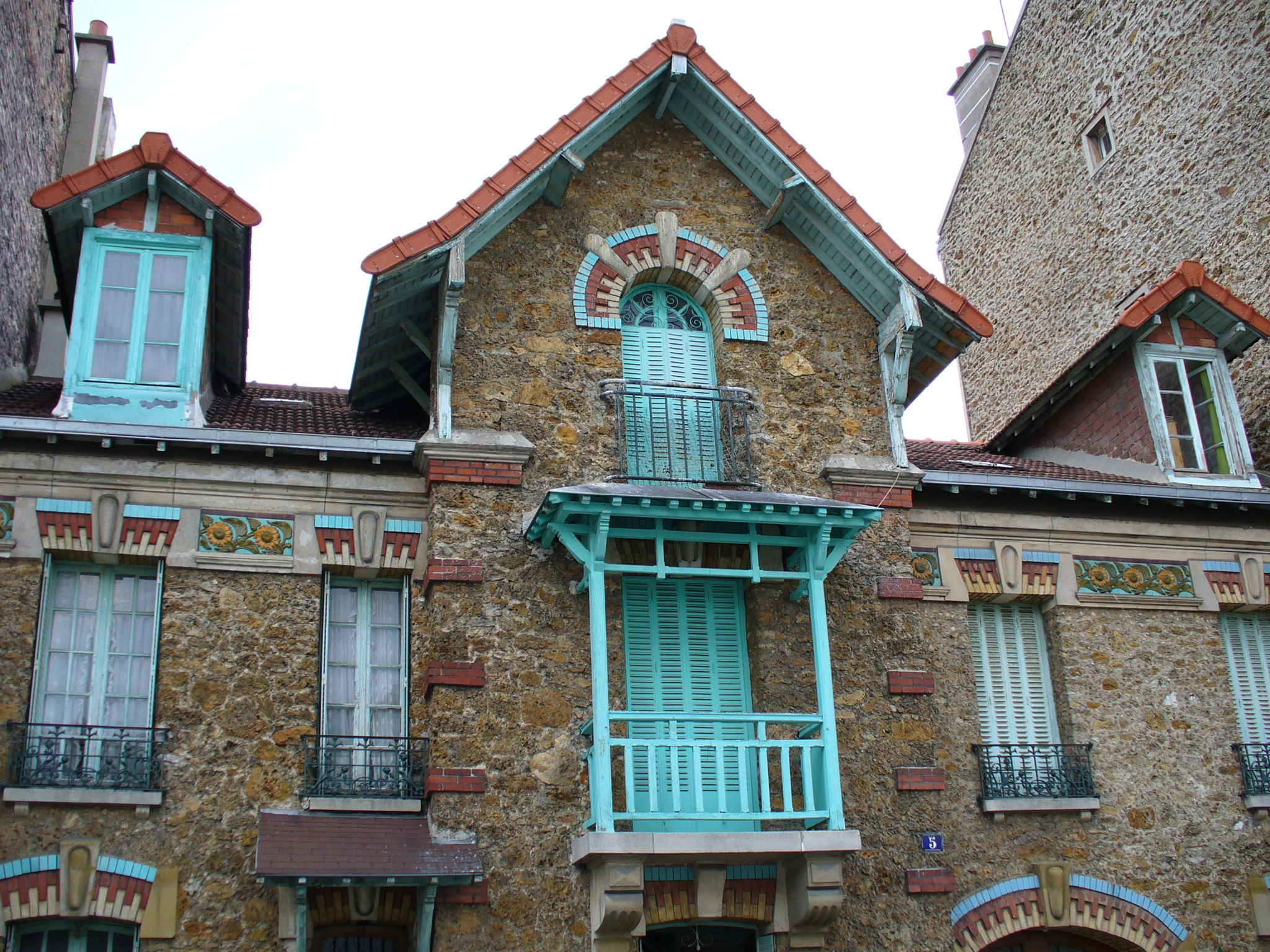
5 rue Jacquart (arquitetura de tijolos) .
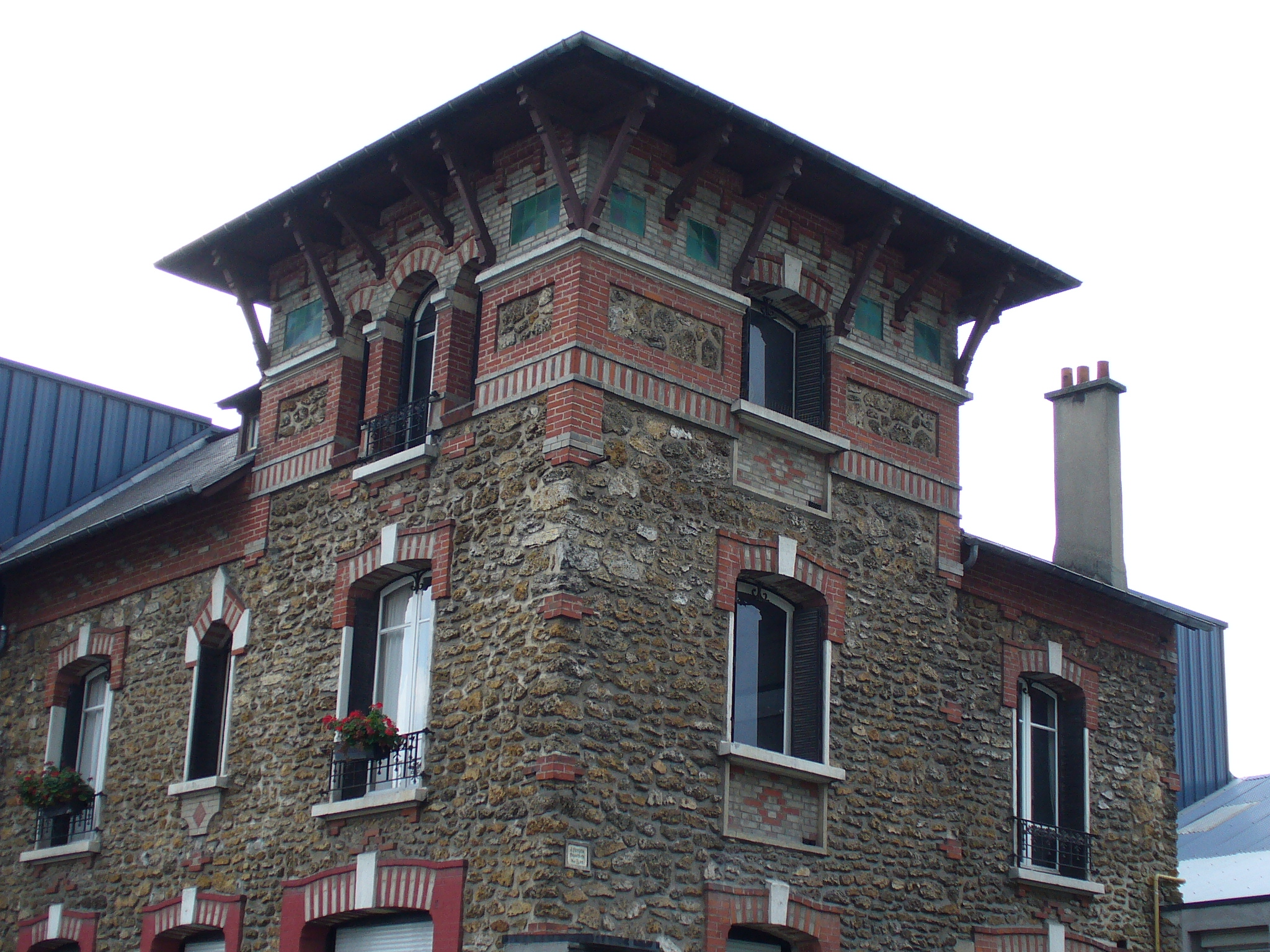
Rue Davoust, antiga mansão dos moinhos Pietrement.
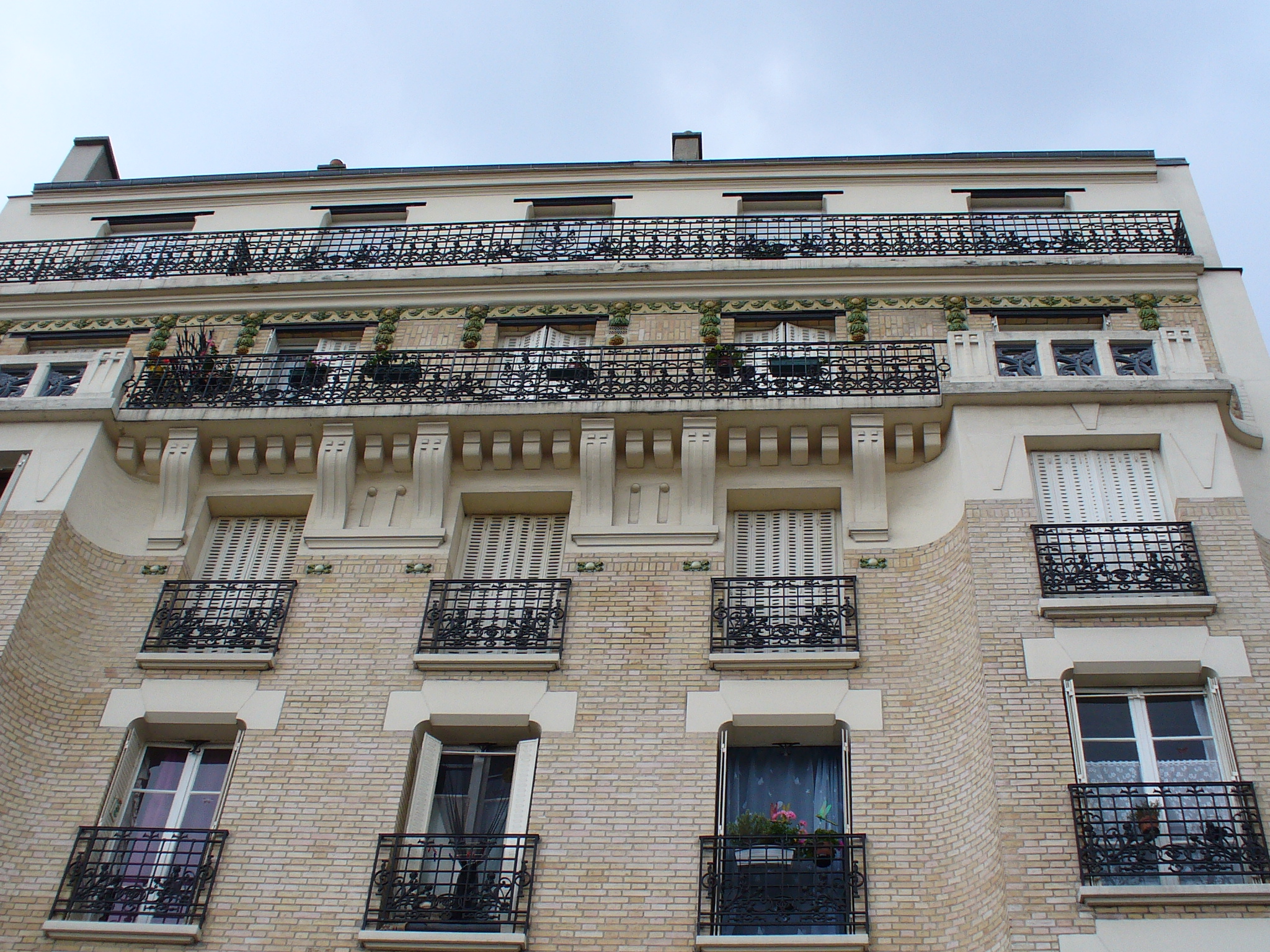

### Personalidades ligadas à comuna
Em ordem cronológica de nascimento :
- Beaumarchais, escritor, possuía terras em Pantin.
- O conde de Sanois (1723-1799), último Senhor de Pantin, imprimiu o registo de queixas de Pantin com seus comentários.
- Étienne Nicolas Méhul (1763-1817), compositor notavelmente do Chant du départ, que praticava em Pantin seu passatempo, a horticultura.
- Léon Jouhaux (1879-1954), sindicalista e prêmio Nobel da paz.
- Fréhel (1891-1951), cantora e comediante, está enterrada no cemitério de Pantin.
- André Breton (1896-1966), escritor, passou sua infância em Pantin.
- Jean-Pierre Melville (1917-1973), diretor, está enterrado no cemitério de Pantin.
- Sergio Ortega (1938-2003), compositor, pianista.
- François Berléand (né en 1952), comediante, reside aí.
- Patrice Focone, guitarrista do Superbus nasceu aí.
- Gabriel Obertan (né en 1989), futebolista.
- Jean-Luc François, estilista, estudante de Yves Saint Laurent, reside aí.